# Пупышев переулок

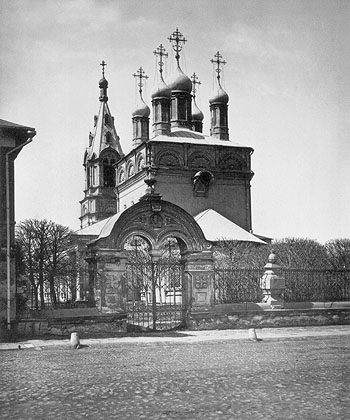
Храм св. Николая в Пупышах, фотография со стороны Космодамианской набережной

Пупышев переулок — переулок в центре Москвы в Замоскворечье, существовавший до начала 1950-х годов между улицей Осипенко (ныне — Садовническая) и набережной Максима Горького (ныне — Космодамианская). Являлся продолжением Зверева (ныне — Садовнического) переулка.

## Происхождение названия
Назван в XVIII веке по болотистой местности Пупыши (кочки), в которой находился.

## История
Переулок возник в Нижней Садовничьей дворцовой слободе, где в 1625 была построена деревянная, а в конце XVII века - каменная церковь Св. Николая на Пупышах. В церкви находилась, считавшаяся чудотворной, икона Божией Матери «Утоли моя печали». «Церковь начали разрушать около 1931 г., но окончательно снесли лишь после войны, при строительстве жилого комплекса в конце 1950-х годов. Тогда же ликвидировали и переулок, застроенный домом 65 по ул. Полины Осипенко».